# Daniel Salgado
Daniel Salgado García, nacido en Monterroso el 27 de octubre de 1981, es un poeta y periodista gallego. 

## Trayectoria
Licenciado en Ciencias de la Comunicación y doctorado en Filología Gallega por la USC. Es director de Ariel. Boletín quincenal de cine en gallego editado por el Cineclube Compostela, y colaborador de A Trabe de Ouro, A Nosa Terra, Dorna y Xistral. Traductor al gallego de Allen Ginsberg. Participó como coautor en el cortometraje documental O río é noso (2004) para protestar contra los embalses del Alto Ulla.
Como poeta ganó en 2001 el Premio de Poesía O Facho; fue accésit del Premio Francisco Añón de Poesía con el poemario Do preguizoso costume de estarmos vivos; ganó el Premio de poesía Uxío Novoneyra en 2002 con Sucede; fue finalista del Premio de poesía Fiz Vergara Vilariño en 2004 con el libro Ahora qué; y obtuvo el Premio Esquío de poesía en 2004 por Días en el imperio.

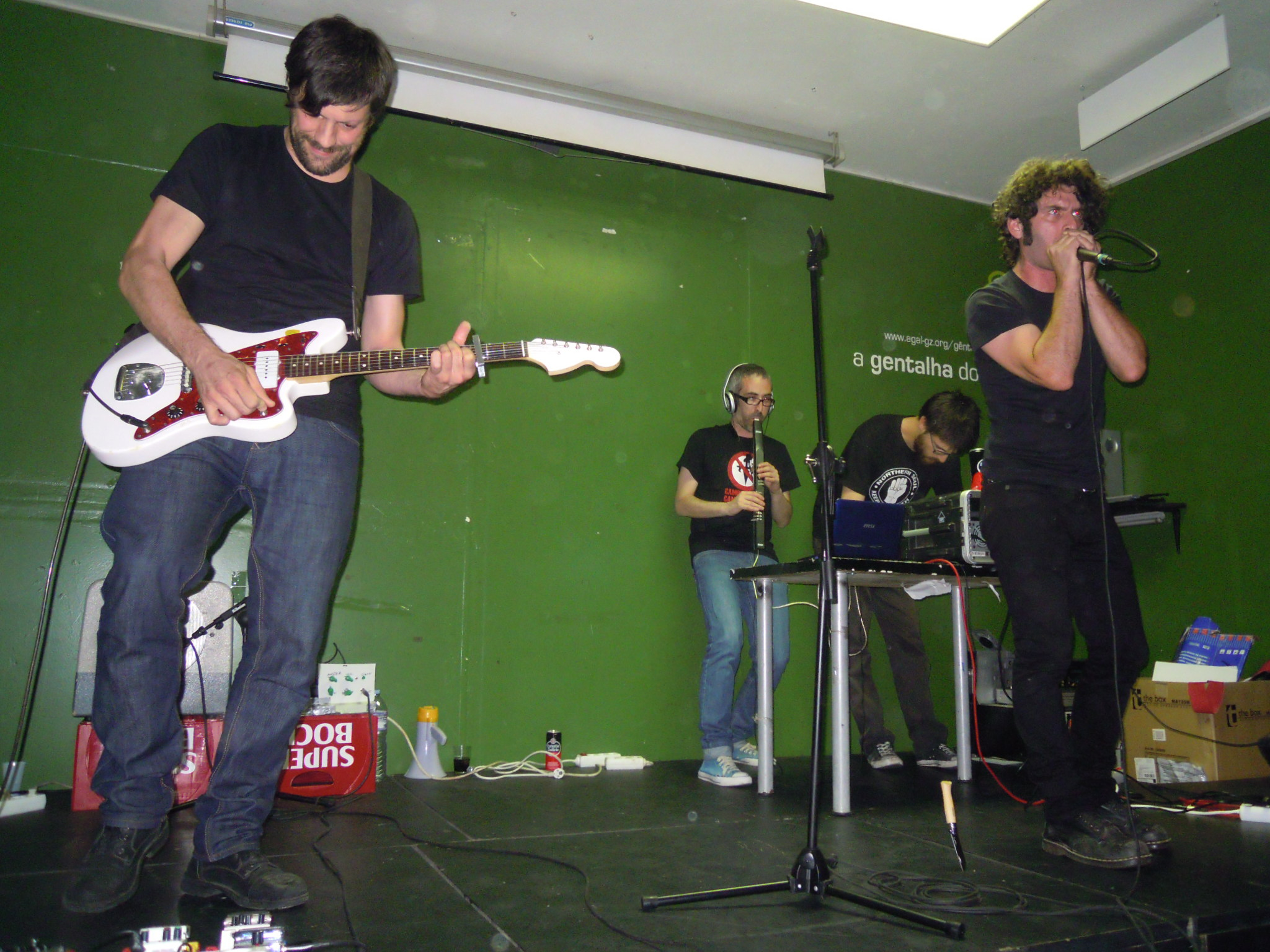
Das Kapital.

Formó parte del grupo Das Kapital, haciendo las bases musicales. En 2018 comenzó el proyecto musical Vietcong, con Alexandre Losada (guitarra) y Luis Garrido (saxofón).

## Premios
- Premio de poesía Uxío Novoneyra en el 2002, por Sucede.
- Premio Esquío de poesía en el 2004, por Días en el imperio.
- Premio de poesía Gonzalo López Abente en el 2013, por Os tempos sombrizos (diario).

## Vida personal
Es hijo de Fernando Salgado, exconsejero de la Junta de Galicia.